# Morten Bruun
Morten Bruun (* 28. Juni 1965 in Højslev Stationsby) ist ein ehemaliger dänischer Fußballspieler und -trainer.

## Werdegang
Auf Vereinsebene spielte Bruun während der meisten Zeit seiner Laufbahn für Silkeborg IF. 1994 wurde er mit dem Verein dänischer Meister, 1998 erreichte man den zweiten sowie 1995 und 2001 jeweils den dritten Platz. Mit 424 Einsätzen für Silkeborg stellte er eine Vereinsbestmarke auf.
Für die dänische Nationalmannschaft lief er zwischen Februar 1990 und April 1992 in elf Länderspielen auf. Er wurde mit der Auswahl 1992 Europameister, kam im Turnierverlauf aber nicht zum Einsatz.
Im Oktober 2001 übernahm er bei Silkeborg IF das Traineramt und führte die Mannschaft im Frühling 2002 zum Klassenerhalt. Er war bis Ende Juni 2002 als Silkeborgs Trainer tätig. Er blieb anschließend bei dem Verein, leitete bis 2005 die Öffentlichkeitsarbeit und war des Weiteren Vorstandsmitglied.
Mitte September 2005 wurde er Trainer von SønderjyskE. Anfang Mai 2006 wurde er von dem abstiegsbedrohten Erstligisten entlassen. Bruun wurde 2005, demzufolge bereits während seiner Zeit als Trainer, journalistisch tätig, arbeitete auch später bei unterschiedlichen Fernsehsendern als Fußballkommentator und für die Zeitschrift Tipsbladet. An einer Sportschule in Aarhus wurde er Lehrkraft für Fußball, er veröffentlichte mehrere Sportbücher.